# 5873 Archilochos
5873 Archilochos (1989 SB3) là một tiểu hành tinh vành đai chính được phát hiện ngày 16 tháng 9 năm 1989 bởi Eric Walter Elst ở La Silla.